# Pekka Markkanen
Pekka Juha Markkanen (sinh ngày 28 tháng 5 năm 1967 tại Pori, Phần Lan) là một cựu cầu thủ bóng rổ chuyên nghiệp, người đã từng khoác áo đội tuyển quốc gia Phần Lan. Trong khoảng thời gian thi đấu chuyên nghiệp, ông đã từng khoác áo nhiều câu lạc bộ bóng rổ có tên tuổi ở cả trong nước cũng như quốc tế. Về cấp độ đội tuyển quốc gia, ông đã có tổng cộng 129 lần khoác áo đội tuyển quốc gia.
Markkanen là cha của cầu thủ bóng rổ Lauri Markkanen và cầu thủ bóng đá Eero Markkanen. Người con trai thứ ba của ông là Miikka cũng từng chơi bóng rổ trước khi giải nghệ sớm vì chấn thương. Không những vậy, vợ của ông là Riikka (nhũ danh Ellonen) cũng là một cầu thủ bóng rổ.